# Rádio K
A Rádio K do Brasil foi uma rádio AM da cidade de Goiânia, GO. Sua frequência era de 730 kHz e era transmitida com 50 mil watts de potência. Fundada inicialmente como Rádio Clube de Goiânia em 1942, no ano de 1997 a rádio foi reinaugurada por Jorge Kajuru, com o nome de Rádio K do Brasil, e a partir de 2003 passou a se chamar Rádio 730. O nome K, ao contrário do que muitos pensam, não era em alusão a Kajuru, seu fundador, mas sim a Kfouri, do jornalista Juca Kfouri, amigo pessoal do idealizador da rádio.
Sua programação era composta principalmente por programas esportivos e de jornalismo investigativo, com ampla cobertura em quase todo o Estado de Goiás num raio de 300 km a partir de Goiânia, o que incluía cerca de 75% da população do estado.
No passado, a rádio se chamava Rádio Clube de Goiânia. Fundada em 27 de agosto de 1942, foi a primeira emissora do Estado de Goiás, sendo o seu fundador e primeiro presidente Venerando de Freitas Borges.
Anos mais tarde, depois da quase falência, Jorge Kajuru vendeu a rádio à Joel Luís Datena, filho do apresentador de televisão José Luiz Datena, que mudou o nome da emissora para Rádio 730.
Em 25 de março de 2019, é anunciado o retorno da rádio, substituindo a Rádio Mania Goiânia. Em 5 de abril, foi anunciado o seu retorno também pela Rádio Sagres, criando a Rádio K Sagres.

## Feras do Kajuru
A consagrada equipe de cronistas esportivos, comandada pelo paulista Jorge Kajuru, teve grande audiência em Goiás, chegando a trabalhar em grandes meios de comunicação de Goiânia, como a Rádio Difusora de Goiânia e a TV Brasil Central, na época afiliada da TV Bandeirantes. Pela equipe passaram grandes nomes do rádio goiano, como Edson Rodrigues, Alípio Nogueira, André Isac, Cleuber Carlos, Téo José, Evandro Gomes, Juliano Moreira, Charlie Pereira, Cunha Filho, entre outros nomes.
O sucesso da equipe levou o seu idealizador a "realizar um sonho", que era possuir sua própria rádio. Desde a época de sua criação em 1987, as Feras conquistaram bastante prestígio entre o público esportivo, alcançando a liderança absoluta no horário esportivo em Goiás.

## Problemas com Marconi Perillo
Jorge Kajuru, desde o início de sua rádio, abriu mão de propaganda oficial recebida de governos, por dizer que sua emissora tinha posição de neutralidade com os governos e que sua missão era investigativa e de denúncias, todas embasadas, como gostava de frisar o radialista. Tal posicionamento de independência e denúncias gerou desavenças com o governador recém-eleito de Goiás nas eleições de 1998, Marconi Perillo.
Devido a diversas denúncias de corrupção no governo goiano divulgadas pelo jornalismo da rádio, os atritos levaram a Rádio K a ser fechada em diversas ocasiões por determinação da justiça, onde sofria diversas ações por parte de seus adversários. A situação chegou ao ponto de levar a rádio à quase falência, o que culminou com a venda da mesma em 2003. As situações de enfrentamento com o então governador foram descritas no livro Dossiê K.

## Ligações Externas
- Site da Rádio 730
- Site de Jorge Kajuru
- Notícia sobre o fechamento da Rádio K
- História da Rádio Clube de Goiânia[ligação inativa]